# Viktor Zarjažko
Viktor Vladimirovič Zarjažko (in russo Виктор Владимирович Заряжко?; Novosibirsk, 29 settembre 1992) è un cestista russo.

## Palmarès

### Squadra
- Coppa di Russia: 2

Krasnye Kryl'ja Samara: 2012-2013
TEMP-SUMZ-UGMK Revda: 2020-2021
- EuroChallenge: 1

Krasnye Kryl'ja Samara: 2012-2013

### Individuale
- MVP Coppa di Russia: 1

TEMP-SUMZ-UGMK Revda: 2020-2021